# Куресоо, Юрген
Юрген Куресоо (эст. Jürgen Kuresoo; 11 февраля 1987, Элва, Тартуский район, Эстонская ССР, СССР, ныне Тартумаа, Эстония) — эстонский футболист, крайний полузащитник. Выступал за национальную сборную Эстонии.

## Биография

### Клубная карьера
Начинал заниматься футболом в детских командах из Тарту «СК 10» и «Меркуур-Юниор». В 2003 году дебютировал во взрослых соревнованиях в составе «Олюмпии-2000-2» (Тарту) в пятой лиге.
В 2004 году перешёл в таллинскую «Флору». Дебютный матч за команду в чемпионате Эстонии сыграл 2 августа 2004 года против «Транса», а первый гол забил 3 октября 2004 года в ворота ТФМК. Всего в составе «Флоры» сыграл 89 матчей и забил 9 голов в чемпионатах страны, становился серебряным (2007) и бронзовым (2004, 2006) призёром чемпионата. Также в период контракта с таллинским клубом неоднократно отдавался в аренду в фарм-клубы «Флоры» — «Тервис» (Пярну), «Лелле», «Тулевик» (Вильянди), а также в «Калев» (Силламяэ). В составе «Тулевика» и «Калева» играл в высшей лиге. После ухода из «Флоры» снова провёл один сезон в «Калеве».
Всего в высшем дивизионе Эстонии сыграл 148 матчей и забил 15 голов.
С 2011 года выступает в низших дивизионах за клуб «Элва», является капитаном клуба и его лучшим бомбардиром. Победитель зонального турнира третьей лиги 2011 года, лучший бомбардир Эсилиги Б (третий дивизион) 2013 года (33 гола). Признавался лучшим игроком Эсилиги Б в 2015 и 2016 годах.

### Карьера в сборной
Выступал за юношеские и молодёжные сборные Эстонии, начиная с 17 лет.
В национальной сборной Эстонии дебютировал 16 ноября 2005 года в товарищеском матче против Польши, заменив на 81-й минуте Ингемара Теэвера. Свой второй и последний матч сыграл 1 марта 2006 года против Северной Ирландии, также выйдя на замену в концовке матча.